# 东津水库
东津水库位于江西省九江市修水县西南。由江西省投资公司、中国国际电力投资集团公司、修水县电力开发公司合资兴建。于1992年1月开工建设，1995年5月开始蓄水，同年7月25日和11月23日两机组分别并网发电。